# أمين أغالاروف
أمين أراز أوغلو أغالاروف (أذربيجان:Emin Araz oğlu Ağalarov ، الروسي: Эмин Аразович Агаларов) مغني ورجل أعمال أذربيجاني روسي يكتب ويؤدي الأغاني باللغة الإنجليزية والروسية ويحظى بشعبية واسعة في أذربيجان وروسيا.

## السيرة الذاتية
في عام 1983 ، انتقل إلى موسكو مع والديه. حصل على تعليم النخبة السويسرية والأمريكية. من 1994 إلى 2001 عاش في الولايات المتحدة الأمريكية

## الأنشطة الموسيقية
في 22 أبريل 2006 ، أصدر أول ألبوم موسيقي له "لا يزال".

## روابط خارجية
- أمين أغالاروف على موقع IMDb (الإنجليزية)
- أمين أغالاروف على موقع روتن توميتوز (الإنجليزية)
- أمين أغالاروف على موقع ميوزك برينز (الإنجليزية)
- أمين أغالاروف على موقع أول ميوزيك (الإنجليزية)
- أمين أغالاروف على موقع ديسكوغز (الإنجليزية)
- أمين أغالاروف على موقع قاعدة بيانات الفيلم (الإنجليزية)

- الموقع الرسمي

| سبقه جان ديلاي | مسابقة الأغنية الأوروبية Final Interval act 2012 | تبعه لورين سارة دون فينر |